# Eduardo Ramos-Izquierdo

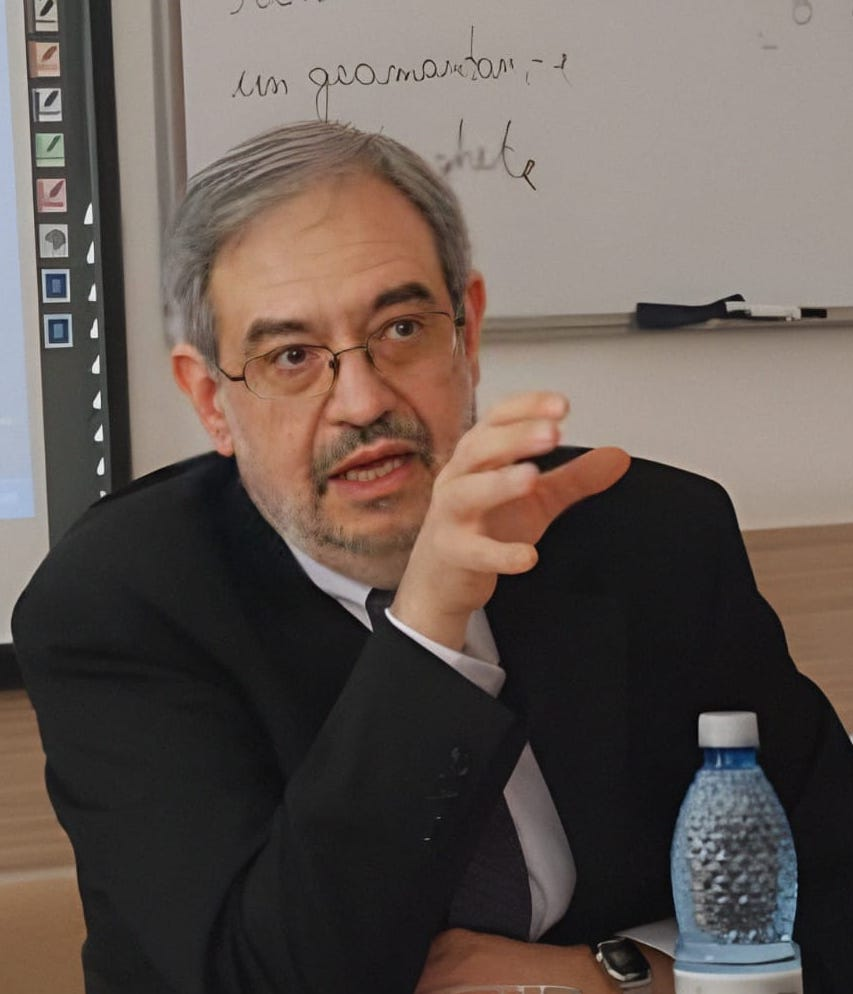
Eduardo Ramos-Izquierdo

Eduardo Ramos-Izquierdo (* 1951 in Mexiko-Stadt, Mexiko) ist ein mexikanischer Dichter, Schriftsteller und Akademiker.

## Biografie
Eduardo Ramos-Izquierdo wird am Conservatorio Nacional de Música und an der naturwissenschaftlichen Fakultät der UNAM ausgebildet. Nach einem Master in Mathematik wandte er sich 1975 der Philosophie und Literatur zu. Zunächst besuchte er Kurse an der Philosophischen Fakultät der Unam, wo Ramón Xirau und Juan José Arreola unterrichteten. 1977 ging er dann nach Europa. Nach einer Doktorarbeit über Paz und Mallarmé ließ er sich endgültig in Paris nieder. Zwischen 1981 und 1982 veröffentlichte er zwei Gedichtbände. Nach und nach nahm er auch Fiktionen in sein Schreiben auf. In den 2000er Jahren veröffentlichte er drei Sammlungen von Erzählungen und einen Kurzroman.

## Werke

### Dichtung
- i², Paris, Capitales, 1981, 72 p.
- 7, Mexico, Katún, 1982, 74 p. (ISBN 978-968-430-018-7)
- En las orillas del tiempo (1981–2003), Mexico, Rilma 2, 2005, 190 p. (ISBN 978-970-94583-0-5)
- Poesía y poética (1978–2010), Seville, Arcibel, 2010, 344 p. (ISBN 978-84-96980-89-1)

### Romane
- En la zona prohibida, Mexico, Rilma 2, 2006, 74 p. (ISBN 978-970-94583-1-2); übersetzung ins italienische : Nella zona proibita, Salerno, Edizioni Arcoiris, 2012, 96 p. ISBN 978-88-96583-24-1

### Erzählbände, Novellen
- Los años vacíos, Mexico, Siglo XXI, 2002, 194 p. (ISBN 978-968-23-2374-4)
- La dama sombría, Mexico, El viejo pozo/Universidad Autónoma de Chiapas, 2003, 182 p. (ISBN 978-968-7495-86-6)
- La voz del mar, Mexico, Rilma 2, 2006, 132 p. (ISBN 978-970-94583-2-9)

## Referenzen
1. ↑  Eduardo Ramos Izquierdo, écrivain et universitaire : «En Amérique du Sud, le métissage culturel nous unit». Reporters, Quotidien National d'Information, 19. November 2019, archiviert vom Original (nicht mehr online verfügbar) am 21. Juli 2023; abgerufen am 2. Juli 2023 (französisch).  Info: Der Archivlink wurde automatisch eingesetzt und noch nicht geprüft. Bitte prüfe Original- und Archivlink gemäß Anleitung und entferne dann diesen Hinweis.
2. ↑  Revista Pirandante: ENTREVISTA A EDUARDO RAMOS-IZQUIERDO: Sofía Mateos. In: Pirandante. Nr. 10, 15. Dezember 2022, ISSN 2594-1208, S. 1–19 (com.mx [abgerufen am 24. Juli 2023]).

| Personendaten    | Personendaten                                        |
| ---------------- | ---------------------------------------------------- |
| NAME             | Ramos-Izquierdo, Eduardo                             |
| KURZBESCHREIBUNG | mexikanischer Dichter, Schriftsteller und Akademiker |
| GEBURTSDATUM     | 1951                                                 |
| GEBURTSORT       | Mexiko-Stadt, Mexiko                                 |